# Exkursionsflora Java
Exkursionsflora Java (abrevido Exkurs.-Fl. Java) es un libro con descripciones botánicas que fue escrito por el botánico neerlandés, Sijfert Hendrik Koorders. Fue publicado en 4 volúmenes en los años  1911-1937 con el nombre de Exkursionsflora von Java Umfassend die Blütenpflanzen mit Besonderer Berücksichtigung der im Hochgebirge Wildwachsenden Arten im Auftrage des Niederländischen Kolonialministeriums Bearbeitet. Jena.